# Agostino Cazzuli
Agostino Cazzuli, o Agostino di Crema (Crema, circa 1423 – Crema, 1485), è stato un religioso italiano.

## Biografia

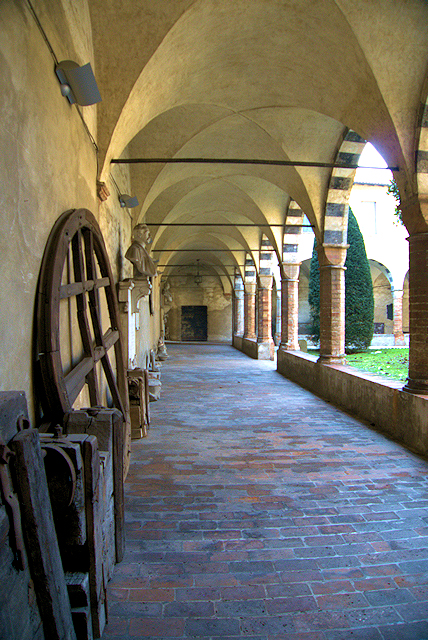
Chiostro del monastero di Sant'Agostino di Crema luogo di sepoltura del frate

L'antica famiglia lombarda dei Cazzulli era originaria di Capergnanica; tra i suoi avi si annovera Lantelmo Cazzuli, console cremasco, e Jacopo notaio nel 1332 quando la città era ancora detta castrum Cremae..
Agostino nacque verso il 1423 e nel 1441 entrò nell'ordine di Sant'Agostino seguendo il fratello minore Bartolomeo che lo aveva preceduto nel convento di Crema fondato nel 1439 dando il via alla riforma della congregazione detta "l'Osservanza Agostiniana o di Lombardia". Il convento era stato fondato grazie al lascito testamentario del 15 ottobre 1422 di Giovanni Tomaso da Vimercate. Infatti quando Cazzuli entrò nel monastero vi era come priore un certo fra Martino da Caravaggio che si diceva nelle peccata invecchiato, che aveva sperperato la già dimezzata eredità del Vimercati del 1422. L'arrivo del giovane Agostino portò nuova vita all'ordine monastico.
Nel 1441 i due fratelli furono trasferiti a Bergamo, nel convento di Sant'Agostino parrebbe per motivi di salute, e qui contribuirono a portare con l'aiuto di Giovanni Rocco de' Porzi e Benigno Peri l'ordinamento del convento all'Osservanza. Il convento di Bergamo era stato bruciato nel 1403 dai guelfi ed era inabitabile e documentato come: tanto era Bergamo silvestre che i lupi sotto gli altari facevano i loro cubilli. I due giovani portarono subito nuovo spirito e volontà tra i frati, con l'adesione all'Osservanza con dichiarazione del 27 dicembre 1442. Nel 1443 però Bartolomeo morì e fu acclamato dalla congregazione "Beato".
Agostino fu investito di cariche importanti, negli anni tra il 1451 e il 1488 fu nominato Vicario Generale, ruolo che ricoprì per sette volte. Una ricca documentazione testimonia la sua capacità oratoria che lo portò a ottenere incarichi che lo fecero viaggiare incontrando i personaggi di maggior rilievo del periodo, tra questi gli Sforza e i Visconti.
Gli incarichi e le sue capacità oratorie lo portarono a essere convocato a Cremona nel monastero quando avvenne l'omicidio del priore frate Agostino de Cauciis nel 1499, ed è proprio sua la relazione scritta conservata nella Biblioteca civica Angelo Mai di Bergamo.
Nella sua vita Cazzuli fu sempre in movimento spostandosi tra Milano e Crema, e in questa città fondò il monastero femminile di Santa Monica perorandone la causa presso Papa Nicolò V perché venisse concesso alle suore un appezzamento di terra per il proprio sostentamento diventandone garante. Sebbene non vi siano i nomi delle prime suore che fecero ingresso nel nuovo monastero, è registrata la presenza nel numero di trentasei nel 1495 tra cui Serafina figlia di Bartolino da Terni.
Il Cazzuli era presente il 13 gennaio 1460 alla consacrazione da Papa Pio II della chiesa di Sant'Agnese che decretò il trionfo della Congregazione agostiniana: "con grande solenitade et trionfo". Fu anche il testimone e partecipe degli intrichi di corte di Bianca Maria che con i figli fu tra i protagonisti del Concilio di Mantova.
Nel 1477 gli venne richiesto dal vicario Benigno da Genova di scrivere la relazione della storia della riforma. Il Cazzulli scrisse il Ephemeris seu de origine Congregationis Lombardiae, de eius impugnatoribus, et de eiusdem incremento dedicata al vicario generale. Di questo testo non vi è nessuna copia.
Dedicò nel 1484 il suo scritto  Divi Ioannis Boni Mantuani Ordinis Fratrum Eremitarum S. Augustini in Provinciis Romandiolae Lombardiae ac Venetiarum primi instauratoris ac fundatoris Historia a Francesco II Gonzaga conservata nell'archivio di Stato di Mantova
La devozione del monastero di Crema a san Pantaleone, portò il frate con una delegazione, ad andare a Genova dove nel convento agostiniano di Santa Maria della Cella, era conservato dal 1453 il braccio del santo proveniente da Costantinopoli. Ottenuto il permesso, la reliquia fu traslata nella chiesa di Crema nel 1492, anno in cui Agostino scrisse il suo ultimo lavoro: Divi Pantaleonis martyris eiusque bracchi translationis Historia, che era un sunto della vita del santo.
Gli ultimi anni Agostino li visse nel monastero di Crema dove morì. La sua salma fu sepolta del chiostro.

## Opere
- Ephemeris de origine Congregationis Lombardiae, de eius impugnatoribus et de eiusdem incremento - Scritto nel 1477 e racconta la storia dell'ordine agostiniano scritto in latino che alcune parti sono conservate presso la Biblioteca civica Angelo Mai di Bergamo.
- Divi Ioannis Boni Mantuani Ordinis Fratrum Eremitarum S. Augustini in Provinciis Romandiolae Lombardiae ac Venetiarum primi instauratoris ac fundatoris Historia
- Divi Pantaleonis martyris eiusque bracchi translationis Historia terminato nel 1492, racconta la storia si san Pantaleone patrono della Diocesi di Crema